# Isosicyonis alba
Isosicyonis alba är en havsanemonart som först beskrevs av Studer 1879.  Isosicyonis alba ingår i släktet Isosicyonis och familjen Actiniidae. Inga underarter finns listade i Catalogue of Life.